# 梁恩佐
梁恩佐（英語：George Yan-Chok Leung，1934年？—2004年12月4日），美国华人物理学家，1972年美国华人“保钓运动”组织者之一，全美华人协会发起人之一，黄河水土保持项目的积极参与者。

## 生平
梁恩佐生于广东，在上海渡过童年时期。抗日战争胜利后赴美学习，在麻省理工学院获得物理学博士学位。后在位于麻萨诸塞州新贝德福德附近的麻萨诸塞大学达特茅斯分校任物理系教授。
1971年到1972年间，在美国的众多华人发起保钓运动，反对美国把钓鱼岛转交给日本。梁恩佐作为该运动的组织者和积极参与者，被中共政府在尼克松访华后邀请到北京、上海等地访问。梁恩佐亲眼目睹了文化大革命中的中国大陸翻天覆地的变化。
1977年，他和杨振宁等人在波士顿创办了“全美华人协会”，并一度担任过该协会的主席。原宗旨是：促进中共和美國关系正常化，促进共美友谊。1979年中共和美國建交后改为：增进华人感情，加强华人团结，保护华人利益，谋求华人福利，介绍中华文化促进中美友谊。
梁恩佐幼年时目睹抗日战争中由于黄河花园口决堤而背井离乡的难民，决心要治理黄河。从1980年代开始，他数十次前往中国黄河中、上游水土流失严重的黄土高原地区考察，帮助这些地区引进世界银行的贷款改善环境。并成立了“黄土高原资金有限公司”以促进资金流动。他的黄河网页是黄河问题最权威的网站之一，有数十万人的点击量。
2004年12月4日，梁恩佐因癌症在美国波士顿去世。